# Palm (Familienname)
Palm ist ein Familienname.

## Namensträger

### A
- Adolf Palm (Unternehmer) (1872–1925), deutscher Unternehmer und Firmengründer
- Adolf Müller-Palm (1840–1904), deutscher Journalist, Schriftsteller und Verleger
- Alexander Palm (Fußballspieler) (1886–?), deutscher Fußballspieler
- Alexander Palm (Kameramann) (* 1970), Kameramann
- Anke Palm (* 1988), deutsche Rettungsschwimmerin
- Anna-Karin Palm (* 1961), schwedische Schriftstellerin
- Anna Palm (* 1995), deutsche Schriftstellerin und Journalistin
- Anna Palm de Rosa (1859–1924), schwedische Landschaftsmalerin
- August Palm (1849–1922), schwedischer Politiker

### C
- Chris Palm (* 1942), deutsche Schauspielerin und Synchronsprecherin
- Christian Palm (1864–1928), deutscher Stenograf
- Christiane Palm-Hoffmeister (* 1945), deutsche Kabarettistin
- Christoph Palm (* 1966), deutscher Politiker (CDU)
- Conny Palm (1907–1951), schwedischer Statistiker
- Cortney Palm (* 1987), US-amerikanischer Schauspieler

### D
- Dieter Palm (1924–2005), deutscher Pharmakologe
- Dietrich G. Palm (* 1932), deutscher Mediziner

### E
- Eberhard von Palm (1786–1871), Generalmajor, Landtagsabgeordneter
- Emil Palm (1890–1963), deutscher Komponist
- Eric Palm (* 1987), US-amerikanischer Basketballspieler
- Ernst von Palm (1854–1927), württembergischer Landtagsabgeordneter
- Ernst Palm (1885–1954), deutscher Lehrer und Historiker
- Erwin Walter Palm (1910–1988), deutscher Philologe, Archäologe, Kunsthistoriker und Schriftsteller
- Etta Palm d’Aelders (1743–1799), niederländische Feministin

### F
- Frank Palm (* 1962), deutscher Zahnmediziner und Verbandsfunktionär
- Franz Palm (Tanzpädagoge) (1907–1981), deutscher Tanzpädagoge
- Franz Palm (Ökonom) (* 1948), belgischer Wirtschaftswissenschaftler
- Friedrich von Palm (1859–1911), deutsch-baltischer Ritter und Domänenpächter
- Friedrich Leopold Palm (1786–1873), deutscher Generalmajor

### G
- Gabriella Palm (* 1998), australische Wasserballtorhüterin
- Georg Palm (1543–1591), Stadtarzt von Nürnberg; siehe Georg Palma
- Günther Palm (* 1949), deutscher Informatiker und Neurokybernetiker
- Guntram Palm (1931–2013), deutscher Politiker (FDP, CDU)
- Gustaf Wilhelm Palm (1810–1890), schwedischer Maler

### H
- Hans Palm (1951–2013), deutscher Schachspieler
- Harry W. Palm (* 1966), deutscher Zoologe und Hochschullehrer für Aquakultur und Sea-Ranching
- Heike Palm, deutsche Gartenhistorikerin
- Heinz Palm (1921–2018), deutscher Synchronsprecher und Schauspieler
- Heinz Palm (Jurist) (1930–2019), deutscher Jurist, Präsident des OLG Hamm
- Hermann Palm (1816–1885), deutscher Literaturhistoriker

### J
- Jean-Pierre Palm (* 1953), Politiker aus Burkina Faso
- Joachim Palm (1935–2005), deutscher Politiker (CDU)
- Johann David von Palm (1657–1721), deutscher Bankier
- Johann Friedrich Palm (1813–1871), deutscher Klassischer Philologe und Lexikograf
- Johann Georg Palm (1697–1743), deutscher Theologe
- Johann Jakob Palm (1750–1826), deutscher Buchhändler und Verleger
- Johann Joseph Palm (1801–1882), deutscher Musiker und Husar
- Johann Philipp Palm (1766–1806), deutscher Buchhändler und Verleger
- Johann Samuel Traugott Palm (1762–1829), deutscher Pfarrer und Lieddichter
- Johannes Palm (Mediziner) (1794–1851), deutscher Chirurg
- Johannes Henricus van der Palm (1763–1840), niederländischer Dichter, Theologe, Politiker und Orientalist
- Jonas Palm (1925–1996), schwedischer Klassischer Philologe
- Jonas Palm (Cellist) (* 1993), deutscher Cellist
- Jonathan von Palm (1783–1846), württembergischer Landtagsabgeordneter
- Josef Palm (1847–1906), österreichischer Entomologe
- Jürgen Palm (1935–2006), deutscher Sportfunktionär

### K
- Karl von Palm (1820–1891), württembergischer Landtagsabgeordneter
- Katharina Palm (* 1963), deutsche Schauspielerin
- Kerstin Palm (Fechterin) (* 1946), schwedische Fechterin
- Kerstin Palm (Biologin) (* 1961), deutsche Biologin und Hochschullehrerin
- Konrad Georg Palm (1849–1880), deutscher Archivar
- Kurt Palm (* 1955), österreichischer Regisseur und Autor

### L
- Lodewijk Palm (1668–1751), niederländischer Naturforscher und Historiker
- Ludwig Palm (1772–1837), deutscher Verleger

### M
- Michael Palm (Filmemacher) (* 1965), österreichischer Filmemacher
- Michael Palm (Spieleautor) (* 1971), deutscher Spieleautor
- Mila Palm, österreichische Papierrestauratorin, Fotosammlung Milaneum in Wien

### N
- Norman Palm (* 1980), deutscher Musiker und Designer

### O
- Oskar Palm (1904–1957), schwedischer Fußballspieler

### R
- Reet Palm (* 1959), sowjetische Ruderin
- Reinhard Palm (1957–2014), österreichischer Autor, Übersetzer und Dramaturg
- Robert Palm (1901–?), deutscher Parteifunktionär (NSDAP) und SA-Führer
- Rolf Palm (Kaufmann) (1914–1996), deutscher Textilhändler und Politiker
- Rolf Palm (Schriftsteller) (* 1932), deutscher Schriftsteller
- Rosalinde von Ossietzky-Palm (1919–2000), deutsche Pazifistin
- Rudolf Palm (Musiker, 1880) (1880–1950), niederländischer Musiker und Komponist auf Curaçao
- Rudolf Palm (Musiker, 1904) (1904–1990), estnischer Violinist

### S
- Siegfried Palm (1927–2005), deutscher Musiker
- Sindre Odberg Palm (* 1992), norwegischer Skilangläufer
- Sofie Cordes-Palm (1881–1956), deutsche Sängerin (Sopran)
- Stefan Palm (Musiker) (* 1962), deutscher Musiker
- Stefan Palm (Politiker) (* 1979), deutscher Politiker (CDU), MdL Saarland

### T
- Torsten Palm (* 1947), schwedischer Automobilrennfahrer
- Tuudor Palm (* 2002), estnischer Biathlet

### U
- Ulrich Palm (* 1969), deutscher Rechtswissenschaftler

### V
- Valentin Palm (1895–1966), deutscher Lehrer und Heimatforscher
- Veiko-Vello Palm (* 1971), estnischer Brigadegeneral
- Viking Palm (1923–2009), schwedischer Ringer

### W
- Walter Palm (* 1951), niederländischer Lyriker auf Curaçao
- Wilhelm Palm (~1812–1876), deutscher Verwaltungsbeamter, Landrat von Saatzig
- Wolfgang Palm (Musiker) (* 1950), deutscher Musiker und Erfinder
- Wolfgang A. Palm (* 1960), deutscher Opernsänger (Tenor)